# غنت-وفلجم 2011
غنت-وفلجم 2011 (بالإنجليزية: 2011 Gent–Wevelgem)‏ هو سباق دراجات هوائية أقيم بتاريخ 27 مارس، تكون السباق من مرحلة واحدة وامتدّ لمسافة 219 كم. فاز به البلجيكي توم بونن وحلّ ثانيا الإيطالي دانيلي بيناتي بينما حصل على المركز الثالث الأمريكي تايلر فارار.

## الترتيب
| م                     | الدرّاج        | البلد            | الزمن |
| --------------------- | ------------- | ---------------- | ----- |
| الفائز بالترتيب العام | توم بونن      | بلجيكا           |       |
| الثاني                | دانيلي بيناتي | إيطاليا          |       |
| الثالث                | تايلر فارار   | الولايات المتحدة |       |